# Shamaira Stoutenburg-Stekkinger
Shamaira Stoutenburg-Stekkinger (25 juni 1998) is een Surinaams voetbalster. Ze speelt op het hoogste niveau in de vrouwencompetitie en komt uit voor het Surinaamse voetbalelftal.

## Carrière
Shamaira Stoutenburg – sinds haar huwelijk rond 2020 Shamaira Stekkinger genaamd – speelde op jonge leeftijd op school en op straat. Op een gegeven moment werd ze gevraagd om bij het vrouwenteam van SV Ascona te komen spelen. Ze behoort medio jaren 2010 tot de topscorers in het senioren vrouwenvoetbal. Rond 2018/2019 stapte ze over naar SV Happy Evita Girls. In 2018 werd ze uitgeroepen tot Surinaams voetbalster van het jaar.
Rond april 2020 was ze in beeld om voor Excelsior Barendrecht in het betaalde voetbal in Nederland aan te treden. Rond deze tijd brak de coronapandemie uit en werd voetbal wereldwijd stilgelegd. Rond 2023 speelt ze voor SV Transvaal. De club stond in dat jaar bovenaan het klassement en nam in april 2023 deel aan een toernooi in Frans-Guyana waar de eerste prijs werd gewonnen.
Eind 2019 kwam ze met het Surinaams voetbalelftal uit tegen Frans-Guyana. Ze scoorde een van de doelpunten in de wedstrijd die met 6-1 werd gewonnen in het Frank Essedstadion. Andere wedstrijden waren minder succesvol. Op 4 oktober 2019 verloor ze met het team met 10-0 van Haïti en twee dagen later met 6-1 tegen Puerto Rico.
In 2022 speelde ze in vier kwalificatiewedstrijden voor het Wereldkampioenschap voetbal vrouwen van 2023. Op 18 februari 2022 was Mexico oppermachtig tegen Suriname en won met 9-0 in het Estadio Universitario. Hierna kende Suriname met 5-0 winst tegen Anguilla, met 2-0 verlies tegen Puerto Rico en met 5-1 winst tegen Antigua en Barbuda. In september 2023 scoorde ze in de uitwedstrijd tegen Dominica in een wedstrijd die Suriname met 4-0 won.